# دون أثر
دون أثر (بالإنجليزية: Without a Trace)‏ هو مسلسل درامي أمريكي من أنتاج هيئة الإذاعة الكولومبية, تتدور قصة المسلسل حول وحدة البحث عن المفقودين التابعة لمكتب التحقيقات الفيدرالي، كل حلقة عادة تستعرض التحقيق في اختفاء شخص واحد.

## روابط خارجية
- دون أثر على موقع IMDb (الإنجليزية)
- دون أثر على موقع ميتاكريتيك (الإنجليزية)
- دون أثر على موقع روتن توميتوز (الإنجليزية)
- دون أثر على موقع أول موفي (الإنجليزية)
- دون أثر على موقع كينوبويسك (الروسية)
- دون أثر على موقع ألو سيني (الفرنسية)
- دون أثر على موقع قاعدة بيانات الفيلم (الإنجليزية)